# John Gunning
John Gunning est un chirurgien militaire britannique né à Sutton (Essex) le 26 août 1773 et mort à Paris le 11 janvier 1863.

## Biographie
John Gunning et le fils du révérend Joseph Gunning (Swainswick, 1736-1806) et d'Elizabeth Brown, et le neveu de John Gunning (en) (Swainswick, 1734-Swainswick, 1798), chef de la compagnie des chirurgiens (1789-1790). 
Il commence sa carrière de chirurgien militaire en étant nommé chirurgien adjoint du personnel hospitalier, non rattaché à un régiment, et le 20 novembre 1793, il est nommé chirurgien-chef sous le commandement du comte de Moira. Il participe à la guerre d'indépendance des États-Unis et à la campagne de Flandre et de Hollande pendant la guerre de la première coalition (1793-1795).
Il reçoit le grade permanent de chirurgien-chef le 12 septembre 1799.  Il a été nominalement chirurgien au St. George's Hospital de 1800 à 1823. Il est suspendu le 13 août 1805, après avoir demandé la permission de démissionner quand il a été nommé pour être en service à l'étranger. Il est réintégré le 9 juin 1808. Le 17 septembre 1812, il est nommé Deputy Inspector General of Hospitals (inspecteur adjoint des hôpitaux). Il est chirurgien à la ferme de Mont-Saint-Jean pendant la bataille de Waterloo, le 18 juin 1815. Vers la fin de la journée, Lord Raglan, secrétaire militaire du duc de Wellington, se tient à ses côtés lorsqu'il est blessé au coude droit par une balle tirée du toit de La Haye Sainte. Le bras a du être amputé par John Gunning. Lord Raglan l'a supporté sans un mot et, une fois l'opération terminée, il a appelé l'infirmier : « Bonjour ! Ne m'emportez pas ce bras avant que j'aie enlevé ma bague » - une bague que sa femme lui avait donnée. John Gunning a suivi l'armée du duc de Wellington jusqu'à Paris.
En février 1816, il est promu inspecteur des hôpitaux (pour le continent européen uniquement). Il est mis en demi-solde le 1er octobre 1816.
Après la conclusion de la paix avec la France, il a exercé la chirurgie à Paris jusqu'à la fin de sa vie.
Le jour de l'An 1863, ayant prévu de donner un diner pour ses amis, une crise de bronchite l'a empêché de les recevoir. Son médecin traitant a jugé que c'était grave, mais il se sentit mieux et le samedi, on l'a jugé hors de danger. Le dimanche matin du 11 janvier, il est mort dans son fauteuil, sans douleur et sans presque aucun symptôme antérieur indiquant sa fin prochaine. Sa fille, Mme Catherine Bagshawe, l'épouse du conseiller de la reine, Henry Bagshawe (en) (1799–1870), et deux de ses petites-filles étaient avec lui au moment de sa mort. Il était le membre le plus ancien du Collège royal des chirurgiens. Le lieutenant-colonel Crawford le mentionne comme l'un des sept officiers du département médical de l'armée à qui le CB (Mil) fut conféré lorsque les officiers médicaux furent pour la première fois éligibles à cet honneur, en 1850.
John Gunning a été inhumé le 13 janvier 1863 au cimetière de Montmartre (division 32) avec son épouse Catherine Gilpin (1777-1827).

## Distinction
- Compagnon de l'Ordre du Bain (CB) à titre militaire, en 1850.